# Die Sterntaler des Glücks
Die Sterntaler des Glücks ist der fünfte Film der deutschen Reihe Herzkino.Märchen und wurde von den Sterntalern inspiriert. Drehort war das Feriendorf Lünow in Brandenburg. Die Premiere fand am 13. November 2021 in der ZDFmediathek statt, die Erstausstrahlung folgte am 21. November 2021 im ZDF.

## Handlung
Katja Sterner hatte ihre kranken Eltern gepflegt und dafür ihre Arbeitsstelle als Restauratorin aufgegeben. Nun steht sie nach deren Tod ihrer mit leeren Händen da. Einzig der Glückstaler ihrer Eltern ist ihr geblieben. So beschließt sie in einer anderen Stadt neu zu beginnen. Sie folgt einer spontanen Eingebung und reist in das beschauliche Dörfchen Herzfeldt. Denn von dort stammt ihr wiedergefundener Glückstaler, den einst ihr Vater in der Nähe eines alten Pavillons gefunden hatte. Bei ihrer Ankunft muss Katja aber feststellen, dass der ursprünglich wunderschöne Sternenpavillon inzwischen verwahrlost ist und abgerissen werden soll. Ohne viel zu überlegen, bietet Katja Bürgermeister Leo Alvarez an, den Pavillon für den Preis zu restaurieren, den der Abriss kosten würde. Unterkunft findet sie solange bei der Immobilienmaklerin Luise, der sie in der Nähe des Pavillons begegnet war und mit der sich spontan angefreundet hat. Ihre Nachbarin ist Pia Selbmann. Sie sitzt seit ihrem 16. Lebensjahr, nach einem Sturz, im Rollstuhl und ist eigentlich wenig zugänglich, dennoch findet Katja durch ihre natürliche Art schnell Kontakt zu ihr.
Katjas Arbeit weckt schon bald die Aufmerksamkeit der Dorfbewohner, die sich gern an die strahlenden Tage des Pavillons erinnern, denn dem werden sogar magische Kräfte in Liebesdingen nachgesagt und so haben sich dort auch Katjas Eltern verlobt. Katja merkt schnell, dass sich Luises Nachbar Thomas für sie zu interessieren scheint, doch da sie weiß, dass Luises ein Auge auf ihn geworfen hat, möchte sie den beiden nicht im Wege stehen. Sie hilft ihr sogar dabei mit Thomas besser in Kontakt zu kommen. Zu diesem Zweck lädt sie nicht nur Thomas, sondern auch seine Schwester Pia zu einem Abendessen ein. Selbstlos schenkt sie Pia ihr Kleider, damit sie was „ordentliches“ zum Anziehen hat. Ungeplant lädt sich der Bürgermeister gleich mit ein und lässt keinen Zweifel daran, dass er Luise mag. Trotzdem wagt er nicht ihr direkt seine Gefühle zu zeigen. Dagegen versucht Pia die Beziehung zwischen Katja und Thomas zu fördern, was Katja jedoch aus Loyalität zu Luise nicht zulässt. Thomas versteht das allerdings nicht, denn er ist nicht in Luise verliebt und hat nicht vor dies zu ändern.
Nach tagelanger Arbeit am Pavillon ist Katja fast fertig, doch das Dach macht ihr jetzt Sorgen. Hier nützt eine Restaurierung nicht viel, sondern es muss kostenaufwendig ausgebessert werden. Um das zu finanzieren, verkauft Katja nun ihr Auto. Ihre Selbstlosigkeit wird schon bald auf wundersame Weise belohnt, denn als sie die letzten Pinselstriche am Sternengewölbe vornimmt, bricht plötzlich die Decke des Gewölbes auf und heraus regnen zahllose Goldtaler. Katja spannt ihre Arbeitsschürze und fängt sie alle darin auf. Sie übergibt den Schatz dem Bürgermeister, der ihn im Museum abgibt.
Zur Einweihung des Pavillons feiert der ganze Ort ein großes Fest. Alle sind glücklich und die Magie der Liebeslaube beginnt wieder zu wirken: Luise erkennt, dass der Bürgermeister schon lange in sie heimlich verliebt ist und so bekennen sie sich zueinander. So darf Katja sich endlich mit gutem Gewissen für Thomas entscheiden und als Finderlohn für den Schatz erhält sie ein Startkapital, mit dem sie sich beruflich selbstständig machen kann. Katja ist glücklich.

## Hintergrund
Die Dreharbeiten erfolgten vom 1. bis zum 30. Juni 2021 in dem Feriendorf Lünow einem Ortsteil der Gemeinde Roskow im Landkreis Potsdam-Mittelmark in Brandenburg.

## Rezeption

### Einschaltquote
Die Erstausstrahlung von Die Sterntaler des Glücks am 21. November 2021 wurde in Deutschland von 4,55 Millionen Zuschauern gesehen und erreichte einen Marktanteil von 13,8 Prozent für das ZDF.

### Kritiken
Rainer Tittelbach von tittelbach.tv schrieb: „Der Hauptplot um eine herzensgute Frau, die alles herschenkt und an sich selbst zuletzt denkt, ist simpel, die amourösen Zuordnungen peinlich vorhersehbar. Könnte das noch als märchentypisch durchgehen, so wiegt der Mangel an originellen Nebenplots schwerer. Auch sinnliche Magic Moments sucht man vergebens. Und nicht einmal ein Hauch eines Augenzwinkerns ist hier zu entdecken. Der Film hat sowohl ein inhaltliches als auch ein dramaturgisch-strukturelles Problem.“ „Der dem ‚Herzkino‘ zugeneigte Zuschauer könnte dennoch seine Freude haben, erinnert doch einiges in diesem modernen Märchenfilm mehr an ‚Inga Lindström‘ und weniger an die sehenswerten Vorgängermärchen.“
Filmdienst.de beurteilte den Film als: „Gefühlsseliges Drama, das sich auf Inspiration durch das Märchen ‚Der Sterntaler‘ beruft, allerdings weit eher den Motiven anderer Fernsehschnulzen folgt. Ungelenke Humorversuche und eine Extradosis Kitsch machen den Film gänzlich ungenießbar.“
Hans Czerny von Prisma.de meinte: „Dass bei dem in Brandenburg aufwendig gedrehten vorweihnachtlichen Sonntagsfilm das Grimmsche Volks- und Zaubermärchen kaum noch zu erkennen ist, braucht nicht betont zu werden. Dem Charme der Alexandra Neldel in der Rolle der selbstlosen Sternenrestauratorin aber kann sich keiner entziehen. Ob damit allerdings dem Vorhaben Genüge getan ist, „bekannte Märchen zeitgemäß in die Gegenwart zu übertragen“, wie die Redaktion es will, darf man bestreiten. Wir geben drei Sterne.“